# ABC 3
O ABC 3 foi um canal de TV transmitido pela operadora de TV por assinatura Vivax. Sua programação foi totalmente voltada ao público da região do Grande ABC e era produzido por voluntários da região. Em 2007, mudou de nome e passou a se chamar NET Cidade, que encerrou as atividades em outubro de 2015 depois de uma lei federal que impedia criação de conteúdo de operadoras de televisão por assinatura.
Era tido como um canal comunitário, ou seja, aberto para transmissão de programas produzidos pela comunidade local.

## Programação
Seus principais programas foram:
Circuito Cultural – Acompanhava eventos artísticos e culturais da região em que o canal é transmitido. 
Lente Esportiva – O programa está aberto para o melhor do esporte da região, cobrindo os clubes do ABC, eventos e campeonatos. Em junho de 2020, o programa retornou exclusivamente via internet, em lives no Facebook da página da atração e em um canal no Youtube. 
Nossa Cidade – Programa de entrevistas com autoridades e personalidades locais; uma excelente oportunidade para que os moradores do Grande ABC puderam conhecer os projetos políticos que existem para suas cidades, e cobrar as autoridades sobre a solução dos problemas de seus bairros.
Cena Musicall – Programa Musicall, que abria espaço a bandas independentes do ABC. Gravado no Bar Catedral (em Santo André) o programa ajudava a divulgar o trabalho das bandas que estavam em busca de sucesso.
Interação – Programa de entrevistas e variedades que discute vários temas e assuntos polêmicos. Já passaram pelo programa personalidades como Dercy Gonçalves, Bruna Surfistinha, Fábio Puentes, entre outros.
Em todos os programas os assinantes puderam participar pelo telefone, enviando suas perguntas, que eram respondidas ao vivo pelos apresentadores e convidados.